# Duplicaria duplicata
Duplicaria duplicata é uma espécie de gastrópode do gênero Duplicaria, pertencente à família Terebridae.